# Anita Chanu
Anita Chanu (27 de febrero de 1984) es una deportista india que compitió en judo. Ganó dos medallas de bronce en el Campeonato Asiático de Judo en los años 2003 y 2013.

## Palmarés internacional
| Campeonato Asiático | Campeonato Asiático  | Campeonato Asiático | Campeonato Asiático |
| Año                 | Lugar                | Medalla             | Categoría           |
| ------------------- | -------------------- | ------------------- | ------------------- |
| 2003                | Jeju (Corea del Sur) | Medalla de bronce   | –52 kg              |
| 2013                | Bangkok (Tailandia)  | Medalla de bronce   | –52 kg              |